# Томска област
Томска област e субект на Руската Федерация, в югозападната част на Сибирския федерален окръг. Площ 314 391 km2 (15-о място по големина в Руската Федерация, 1,84% от нейната площ). Население на 1 януари 2018 г. 1 078 280 души (48-о място в Руската Федерация, 0,73% от нейното население). Административен център град Томск. Разстояние от Москва до Томск 3500 km.

## Историческа справка
До присъединяването на територията на областта към Русия през XVII век основното ѝ население са били сибирските татари, селкупите и хантите. Развитието на територията на областта започва в началото на XVII век, когато през 1604 г. като укрепен пункт е основан град Томск. Останалите пет града в областта са признати за такива през ХХ век. През 1804 г. е създадена Томска губерния, която просъществува до 1925 г. когато е включена в състава на новообразувания Сибирски край (от 1930 г. Западносибирски край). На 28 септември 1937 г. територията на сегашната Томска област е присъединена към новообразуваната Новосибирска област. На 13 август 1944 г. Новосибирска област е поделена на три части и една от тях е новата Томска област.

## Географска характеристика

### Географско положение, граници, големина
Томска област се намира в западната част на Азиатска Русия, в югозападната част на Сибирския федерален окръг. На северозапад и север граничи с Ханти-Мансийски автономен окръг - Югра на Тюменска област, на изток – с Красноярски край, на юг – с Кемеровска и Новосибирска област и на запад – с Омска област. В тези си граници заема площ от 314 391 km2 (15-о място по големина в Руската Федерация, 1,84% от нейната площ).

### Релеф, полезни изкопаеми
Томска област е разположена в Западен Сибир и заема югоизточната част на Западносибирската равнина, където преобладават плоски, силно заблатени територии. По средното течение на река Об са разположени Кетско-Тимската, Чулимската, Приаргинската, Източно-Барабинската и Васюганската наклонени равнини и Об-Тимската низина. Централната част на областта е заета от широката долина на река Об, която дели територията на областта на две почти равни части: лявобрежие, включващо обширната блатиста низина Васюгание с височина до 166 m и малко по-високо дяснобрежие, по-слабо заблатено и по-залесено с височина до 193 m. В крайните югоизточни части на областта навлизат най-северните разклонения – Арчакаски кряж (възвишение) на планината Кузнецки Алатау с височина до 211 m.
В недрата на Томска област се намират големи залежи на нефт, природен газ (Западносибирски нефтогазоносен басейн) и торф (Васюганско находище). По запаси на торф Томска област заема 2-ро място в Русия. Има находища на нерудни полезни изкопаеми (глина, варовик, строителен камък, мрамор, пясъчно-чакълески смеси, минерални оцветители). Големи са запасите и на подземни води, в т.ч. термални води (бромисти, йодисти, сероводородни, радонови).

### Климат
Климатът е континентален. Зимата е сурова и продължителна (средна януарска температура от -19 до -21 °C), а лятото е топло, но кратко (средна юлска температура 17 – 18 °C). Годишната сума на валежите се колебае от 400 до 550 mm с максимум на валежите през лятото. Вегетационния период (минимална денонощна температура 5 °C) е от 135 – 140 денонощия на север до 150 денонощия на юг.

### Води
По територията на Томска област протичат около 18,1 хил. реки с обща дължина около 95 хил. km, като 1620 от тях са дължина над 10 km, с обща дължина 57,2 хил. km. 99,5% от територията на областта принадлежи към водосборния басейн на река Об и съвсем малка част на североизток – към водосборния басейн на река Енисей. Основната река е Об, която протича от югозапад на североизток през областта на протежение от ... km. Нейни основни притоци са: Том, Шегарка, Чулим, Чая, Парабел, Васюган и Тим. Реките в областта са равнинни, с множество меандри, с малък наклон и бавно течение. Подхранването им е предимно снежно (до 80%). Водният им режим се характеризира с разтегнато във времето сравнително невисоко пролетно-лятно пълноводие, повишен отток през лятно-есенния период и ясно изразено зимно маловодие. Те замръзват в края на октомври или началото на ноември, а се размразяват в края на април или началото на май.
На територията на Томска област са разположени над 31 хил. естествени и изкуствени езера с обща площ около 2150 km2, като над 11,6 хил. от тях са с площ над 10 дка. Разпределението им по територията на областта е неравномерно, като голяма част от тях е съсредоточена по дяснобрежието на Об – по долината на самата река и по нейните десни притоци, на левобрежието – основно по долината на река Васюган. Основният вид езера са крайречните, но широко разпространение имат и блатните езера. Най-големите естествени езера в областта са: Мирно езеро (18,3 km2), Имъемтор (17,2 km2) и Варгато (17 km2). Блатата и заблатените земи заемат 91 739 km2, 29,18% от територията на областта. Тук е разположена една от най-големите в Русия и света блатна система – Голямото Васюганско блато, а така също и голямата блатна система Лотари.

### Почви, растителност, животински свят
Почвите са предимно ливадно-подзолисти и торфено-блатни, а в южните и югозападни райони – сиви горски и черноземни.
Горите заемат 56% от територията на областта, като преобладават иглолистните (около 60%) и включват основно сибирски кедър, ела, смърч и бор, а от широколистните най-разпространените видове са бреза и осика.
Животинския свят е представен от вълк, рис, лисица, северен елен, лос, сърна, хамстер, белка, собол, ондатра, северноамериканска катерица, множество видове птици, а реките и езерата са богати на риба.

## Население
На 1 януари 2018 г. населението на Томска област наброява 1 078 280 души (48-о място в Руската Федерация, 0,73% от нейното население). Гъстота 3,43 души/km2). Градско население 72,4%. При преброяването на населението на Руската Федерация етническият състав на областта е следния: руснаци 922 723 (88,1%), татари 17 029 (1,6%), украинци (11 254 (1,1%), немци 8687 (0,9%). В областта живеят още чуваши, беларуси, башкири, евреи и др.

## Административно-териториално деление
В административно-териториално отношение Томска област се дели на 4 областни градски окръга, 16 муниципални района, 6 града, в т.ч. 3 града с областно подчинение (Кедрови, Стрежевой и Томск), 2 града с районно подчинение (Асино и Колпашево) и 1 град (Северск) с особен статут и 1 селище от градски тип.
| Административна единица | Площ (km2) | Население (2018 г.) | Административен център | Население (2018 г.) | Разстояние до Томск (в km) | Други градове и сгт с районно подчинение |
| ----------------------- | ---------- | ------------------- | ---------------------- | ------------------- | -------------------------- | ---------------------------------------- |
| Областни градски окръзи |            |                     |                        |                     |                            |                                          |
| І. Кедрови              | 1697       | 3199                | гр. Кедрови            | 2034                | 345                        |                                          |
| ІІ. Северск             | 486        | 113 847             | гр. Северск            | 107 498             | 10                         |                                          |
| ІІІ. Стрежевой          | 32         | 41 541              | гр. Стрежевой          | 41 541              | 931                        |                                          |
| ІV. Томск               | 295        | 594 827             | гр. Томск              | 573 647             |                            |                                          |
| Муниципални райони      |            |                     |                        |                     |                            |                                          |
| 1. Александровски       | 29 900     | 8034                | с. Александровское     | 6884                | 890                        |                                          |
| 2. Асиновски            | 5943       | 33 726              | гр. Асино              | 24 354              | 93                         |                                          |
| 3. Бакчарски            | 24 700     | 11 920              | с. Бакчар              | 5759                | 220                        |                                          |
| 4. Верхнекетски         | 43 349     | 15 907              | сгт Бели Яр            | 8156                | 401                        |                                          |
| 5. Зирянски             | 3966       | 11 676              | с. Зирянское           | 5150                | 120                        |                                          |
| 6. Каргасокски          | 86 900     | 19 294              | с. Каргасок            | 7424                | 535                        |                                          |
| 7. Кожевниковски        | 3908       | 20 305              | с. Кожевниково         | 8009                | 85                         |                                          |
| 8. Колпашевски          | 17 112     | 38 416              | гр. Колпашево          | 23 180              | 330                        |                                          |
| 9. Кривошеински         | 4400       | 12 097              | с. Кривошеино          | 5297                | 177                        |                                          |
| 10. Молчановски         | 6351       | 12 255              | с. Молчаново           | 5305                | 225                        |                                          |
| 11. Парабелски          | 35 846     | 12 375              | с. Парабел             | 6116                | 469                        |                                          |
| 12. Первомайски         | 15 554     | 16 752              | с. Первомайское        | 5309                | 101                        |                                          |
| 13. Тегулдетски         | 12 300     | 6014                | с. Тегулдет            | 4059                | 389                        |                                          |
| 14. Томски              | 10 064     | 75 067              | гр. Томск              |                     |                            |                                          |
| 15. Чаински             | 7242       | 11 663              | с. Подгорное           | 4717                | 373                        |                                          |
| 16. Шегарски            | 5030       | 18 981              | с. Мелниково           | 8048                | 64                         |                                          |

|  | Тази страница частично или изцяло представлява превод на страницата „Административно-территориальное деление Томской области“ в Уикипедия на руски. Оригиналният текст, както и този превод, са защитени от Лиценза „Криейтив Комънс – Признание – Споделяне на споделеното“, а за съдържание, създадено преди юни 2009 година – от Лиценза за свободна документация на ГНУ. Прегледайте историята на редакциите на оригиналната страница, както и на преводната страница, за да видите списъка на съавторите. ВАЖНО: Този шаблон се отнася единствено до авторските права върху съдържанието на статията. Добавянето му не отменя изискването да се посочват конкретни източници на твърденията, които да бъдат благонадеждни. |

## Селско стопанство
Животновъдството дава 60% от стойността на всички продукти. Отглеждани прасета, птици и сребристо-черни лисици. Отглеждат се зърнени и бобови култури.
| хиляди хектара | 583 | 622,9 | 549,2 | 488,4 | 388,4 | 381,3 | 339,9 |